# Zeusz (keresztnév)
A Zeusz görög eredetű mitológiai férfinév Zeusz isten nevéből, jelentése: élet.

## Gyakorisága
Az 1990-es években szórványos név, a 2000-es években nem szerepel a 100 leggyakoribb férfinév között.

## Névnapok
- nincs hivatalos